# Castell de Fraga
El Castell de Fraga és al municipi de Fraga dins de la Franja de Ponent és la ruïna de l'antiga església de Sant Miquel, que es construí sobre el castell medieval i que al seu torn es va edificar sobre un assentament musulmà, que abans havia estat visigot i romà. Aquesta església era d'estil gòtic i obra de maçoneria amb una sola nau; es conserven quatre arcs apuntats i la majoria de les parets així com alguna porta amb motllures.
Al segle xix, durant les guerres carlines, va ser transformada en polvorí per la qual cosa es va envoltar amb una petita muralla de la qual queda alguna resta. Recentment s'han dut a terme treballs de consolidació així com s'han urbanitzat els seus voltants, amb la construcció d'accessos i d'un parc.
També ha sigut rehabilitat com a sala d'exposició i inaugurat el 2007 amb una exposició monogràfica sobre Miguel Viladrich Vila